# Saint-Symphorien-sous-Chomérac
Saint-Symphorien-sous-Chomérac ist eine französische Gemeinde mit 316 Einwohnern (Stand: 1. Januar 2022) im Département Ardèche in der Region Auvergne-Rhône-Alpes. Saint-Symphorien-sous-Chomérac gehört zum Arrondissement Privas und zum Kanton Le Pouzin.

## Geografie
Saint-Symphorien-sous-Chomérac liegt etwa 27 Kilometer südsüdwestlich von Valence. Umgeben wird Saint-Symphorien-sous-Chomérac von den Nachbargemeinden Saint-Julien-en-Saint-Alban im Norden und Nordosten, Baix im Osten und Südosten, Saint-Lager-Bressac im Süden, Chomérac im Westen sowie Flaviac im Nordwesten.

## Bevölkerungsentwicklung
| Jahr                       | 1962 | 1968 | 1975 | 1982 | 1990 | 1999 | 2006 | 2019 |
| -------------------------- | ---- | ---- | ---- | ---- | ---- | ---- | ---- | ---- |
| Einwohner                  | 227  | 246  | 247  | 381  | 519  | 684  | 712  | 777  |
| Quellen: Cassini und INSEE |      |      |      |      |      |      |      |      |

## Sehenswürdigkeiten
- Kirche Saint-Symphorien
- Protestantische Kirche